# Station Kowale Oleckie
Station Kowale Oleckie was een spoorwegstation in de Poolse plaats Kowale Oleckie. In 1993 is het treinverkeer gestaakt.